# 七囚
《七囚》（葡萄牙語：7 Prisioneiros），是2021年Netflix原創巴西社會題材劇情片，由亚历山大·莫拉托（Alexandre Moratto）执导，拉敏·巴赫拉尼和费尔南多·梅雷莱斯監製，主演包括克里斯蒂安·馬列羅斯、羅德林哥·桑特羅、布魯諾·羅洽（Bruno Rocha）、維托·朱利安（Vitor Julian）、盧卡斯·歐蘭米安（Lucas Oranmian）、塞希莉亞·霍姆·德梅洛（Cecília Homem de Mello）和迪爾斯·托馬斯（Dirce Thomaz）等。電影於2021年9月6日在第78屆威尼斯影展首映，並於2021年11月11日在全球Netflix同步上映。

## 電影內容
一群居住在偏远地区的少年来到了城里的一个人所建立的工厂打工，而那个人对待工人最初是苛刻的，直到后来那些少年中的其中一个开始为那个人做一些应付那个人上边的一些人的工作后，那个少年于是逐渐理解了那个人，并在之后，逐渐成为了和那个人一样的人……

## 演员及角色
- 克里斯蒂安·馬列羅斯（英语：Christian Malheiros） 飾演 馬提歐斯（Mateus）
- 羅德林哥·桑特羅 飾演 盧卡（Luca）：廢鐵工廠老闆
- 布魯諾·羅洽（Bruno Rocha）飾演 山繆（Samuel）：馬提歐斯的朋友兼同事
- 維托·朱利安（Vitor Julian）飾演 伊茲基爾（Ezequiel）：馬提歐斯的朋友兼同事
- 盧卡斯·歐蘭米安（Lucas Oranmian）飾演 伊薩克（Isaque）：馬提歐斯的朋友兼同事
- 塞希莉亞·霍姆·德梅洛（Cecília Homem de Mello）飾演 塞莉亞（Célia）：盧卡之母
- 迪爾斯·托馬斯（Dirce Thomaz）飾演 安娜夫人（Dona Ana）：馬提歐斯之母
- 毛里西奧·德巴洛斯（Maurício de Barros）飾演 吉爾森（Gilson）：帶馬提歐斯到工廠打工的介紹人
- 約西亞斯·杜阿爾特（Josias Duarte）飾演 羅迪尼（Rodiney）：廢鐵廠新老闆

## 製作
在2018年，根据导演接受采访时所说，他目前在构思一部关巴西现代奴隶制和人口贩卖的电影，并且他会和Thayná Mantesso一起合作构思该作品的剧本。2020年，导演宣布与Ramin Bahrani和Fernando Meirelles合作，并且在拍摄之前，他还伪装成工人在工厂工作了几个月，以及探访了一些被贩卖的人口中的幸存者